# QuackShot
QuackShot Starring Donald Duck (o simplemente QuackShot) es un videojuego de plataformas desarrollado y publicado por la empresa Sega para la videoconsola Mega Drive. Salió a la venta en Europa en 1991, en Norteamérica el 19 de diciembre de 1991 y en Japón al día siguiente. El jugador controla al Pato Donald mientras él, junto con sus tres sobrinos, Huey, Dewey y Louie, intentan rastrear un artefacto perdido que atesoraba el rey Garuzia.
El juego recibió una respuesta positiva por parte de las publicaciones de videojuegos. Fue alabado por sus gráficos, música y modo de juego; la revista Sega Pro lo describió como «uno de los mejores gráficos del momento». Sin embargo, ha sido reprochado por su falta de dificultad general y por los controles en determinadas situaciones. Retrospectivamente, también es criticado por su ausencia de muestras de voz por IGN.

## Modo de juego
El jugador, en el papel de Donald, se aventura a través de una variedad de niveles de desplazamiento lateral. En general, cada uno se divide en una parte terrestre y una mazmorra, como el palacio del Maharajá o el templo en el que reside el Gran Tesoro del Pato. Aunque se puede elegir cualquier orden para jugar las secciones por tierra, diversos obstáculos impiden entrar en las mazmorras fuera de un orden específico. Además de esto, algunas fases proporcionan pistas vitales que resuelven rompecabezas necesarios para avanzar en sectores posteriores. Una vez que Donald haya completado la sección terrestre de una zona, puede marcharse llamando al biplano de sus sobrinos, y volverá a la entrada de esa área si decide regresar.
Donald está armado con una pistola especial que puede disparar desatascador, palomitas de maíz y chicles. Dispone de desatascadores ilimitados que pueden aturdir temporalmente a los enemigos (aunque los jefes aún pueden ser dañados con esto), y puede recoger palomitas y chicles por el camino o conseguir estos últimos de Gyro Gearloose. Más adelante, el arma se mejora para que sirva de plataforma temporal con la que trepar por las paredes y, cuando se pega a un pájaro que pasa, permite recorrer distancias más largas. En las secciones terrestres de Duckburg, India y Egipto, Donald también puede recoger jalapeños picantes que aumentan su temperamento, lo que acaba por activar temporalmente un modo de «ataque de ira» que le permite volverse invencible, correr automáticamente hacia delante y derribar a los rivales que encuentre a su paso.

## Historia
Mientras Donald hojea unos libros en la biblioteca de Scrooge McDuck, se cae un mapa relacionado con el tesoro del rey Garuzia, que conduce a la ubicación de su posesión más preciada y cree que se volverá rico. Desgraciadamente, Big Bad Pete se entera y lo persigue durante todo el juego con la esperanza de robárselo. Junto con sus sobrinos Huey, Dewey y Louie, y al utilizar el mapa parcial de la biblioteca, comienza su búsqueda en la ciudad de Duckburg, y el rastro se dirige a una pirámide azteca en México. Gyro Gearloose le dar su último invento, una munición de chicle que puede atravesar paredes. El último lugar parcial es el castillo del Conde Drácula en Transilvania; en el lugar se aparece un fantasma, quien le revela a Donald que el Conde posee el mapa del tesoro real.
Después de derrotar a Drácula, Donald obtiene un mapa más detallado que lo lleva a la India, dirigiéndose al palacio del Maharajá, donde consigue una lágrima de esfinge a cambio de derrotar a un tigre. En Egipto, resuelve el «Acertijo de la Esfinge» y obtiene el cetro de Ra. Viaja al Polo Sur, donde usa el cetro para obtener una llave que le permite acceder a un barco vikingo acechado por una tripulación de fantasmas y su capitán. Después de derrotar a un guerrero vikingo esquelético, el capitán le informa la ubicación del diario que está escondido en el hielo cerca del Polo Sur y le da un «antiguo desatascador vikingo». Sin embargo, al encontrarlo, aparece Pete, que toma como rehenes a los sobrinos de Donald a cambio del libro. Después de dárselo, va a su escondite para derrotarlo y recuperarlo. Este revela que el mapa, una vez se sumerge en agua, revelará la ubicación del Gran Tesoro del Pato. Vuela hasta la isla donde está escondido y consigue esquivar sus trampas para llegar a la cámara. Tras ganarle al anciano caballero que custodia el tesoro, abre la cámara sólo para encontrar una simple estatua de piedra. Cuando decepcionado Donald vuelve a casa, Huey, Dewey y Louie la rompen accidentalmente, lo que revela que en su interior había escondido un collar de joyas doradas. Le da el collar a Daisy y los dos patos vuelan juntos hacia el atardecer.

## Desarrollo y lanzamiento
Quackshot fue desarrollado y publicado por Sega para la Mega Drive. En mayo de 1991, presentó el juego en el Consumer Electronics Show. Salió a la venta en Europa en 1991, en Norteamérica el 19 de diciembre de 1991 y en Japón al día siguiente. En 1996, se lanzó como parte de un paquete llamado The Disney Collection for Genesis junto con Castle of Illusion. En 1998, también fue portado a la Sega Saturn y estrenado exclusivamente en Japón junto con Castle of Illusion de nuevo como parte de la serie Sega Ages, con el título Sega Ages: I Love Mickey Mouse.

## Recepción

### Contemporáneas
En el Reino Unido, QuackShot ha sido el juego de Mega Drive más vendido al momento de su lanzamiento. Recibió una respuesta positiva de la crítica tras su estreno. Paul Rand de la revista Computer and Video Games, alabó los gráficos y la mecánica, pero señaló su ritmo más lento en comparación con los juegos de acción. MegaTech también elogió los dos primeros apartados, pero reprochó la falta de dificultad. Console XS lo llamó uno de los «mejores títulos para la Mega Drive».
Damian Butt de Sega Pro lo puntuó con un 95 % y alabó los gráficos y los puzles, explicando que «aunque las ideas no sean originales, la forma en que se encadenan para acelerar el ritmo hasta la sobrecarga es sencillamente impresionante». Sin embargo, tuvo varias críticas, como los controles de Donald en determinadas situaciones, la dificultad de algunos niveles y acertijos, y «el número de créditos» que hacen que parezca fácil con continuaciones ilimitadas, pero señala que el usuario «seguirá necesitando una habilidad considerable para llegar a la isla del tesoro». En última instancia, afirmó que «los más jóvenes quedarán cautivados al instante por la búsqueda del protagonista» y que «QuackShot es todo lo que un videojuego de dibujos animados debería ser y más».
Entertainment Weekly le dio una A y escribió: «¿Qué tiene en común este juego de acción con los dibujos animados clásicos de Disney de la década de 1950? El héroe completamente trastornado. Durante los "ataques de ira" de Donald, las plumas prácticamente salen volando de la pantalla y caen en tu regazo». En 1992, Mega lo colocó en el puesto siete en su lista de Mejores títulos de Mega Drive de todos los tiempos.

### Retrospectivas
En GameRankings, un recopilador de reseñas de videojuegos, le asignó una puntuación del 77% según 2 opiniones. Levi Buchanan de IGN le dio una nota de 7,3/10, calificó los gráficos y la animación como excelentes y dijo que la música era agradable. Reprochó los controles por ser inestables y señaló la dificultad para realizar saltos precisos, al explicar que «es demasiado fácil pasarse o quedarse corto en una columna estrecha y resbalar hacia la perdición». También se mostró decepcionado con la falta de muestras de voz, y explicó que es «un poco pesado con un carácter que está tan definido por su voz». Buchanan lo resumió como «un buen título de plataformas con algunos controles cuestionables» y recomendó el juego como «un videojuego de plataformas de 16 bits levemente divertido que encajaría muy bien en tu colección de la Mega Drive».
Jarkendia de Vida Extra también elogió los gráficos, aunque opinó que se vio superado por otras entregas de la consola, como Aladdin. Describió el sistema de disparos como una estrategia «de paso», pero reprochó el backtracking en ciertas zonas de los niveles. Por otro lado, Mike Minotti de VentureBeat no consideró que el retroceso fuera tedioso y comparó QuackShot con Castle of Illusion en términos visuales, dijo que los sprites son «grandes y detallados» con las muchas expresiones que tiene Donald. Afirma que tiene cierta dificultad pero no es frustrante y lo considera su «favorito nostálgico». Ken Horowitz de Sega-16 le dio una calificación de ocho sobre diez. Alabó la música, de la que consideró que la de Duckburg era su preferida. En 2017, GamesRadar+ clasificó el videojuego en el puesto 28 en sus Mejores juegos de Mega Drive de todos los tiempos.